# Coronavirus de chauve-souris WIV1 lié au SRAS
forme
Classification phylogénétique
- Espèce : SARSr-CoV
  - 
    - 
      -  SARSr-CoV WIV1
      -  SARSr-CoV RsSHC014

    -  SARS-CoV-1 (agent du SRAS)

  - 
    -  SARSr-CoV RaTG13
    -  SARS-CoV-2 (agent de la COVID-19)[1]

- chauve-souris
- humain

Le Coronavirus de chauve-souris WIV1 lié au SRAS, en anglais Bat SL-CoV-WIV1 ou Bat SARS-like coronavirus WIV1, est une souche de coronavirus lié au syndrome respiratoire aigu sévère — donc de l'espèce SARSr-CoV — isolée en 2013 par l'institut de virologie de Wuhan (WIV) chez des chauves-souris Rhinolophus sinicus,.
Comme tous les coronavirus, les virions sont constitués d'un simple brin d'ARN de sens positif enfermé dans une enveloppe.
Ce coronavirus est capable d’utiliser le récepteur ACE2 humain et présente de fait un risque de zoonose, sans qu’une adaptation à l'humain chez un hôte intermédiaire ne soit nécessaire,.